# Madona de Pilsen
La Madona de Pilsen (en checo: Plzeňská madona) es una escultura de la Virgen María con el Niño Jesús. Importante muestra de las bellas Madonas, género artístico surgido en torno a 1400, la Madona de Pilsen es la obra más valiosa y conocida de la Catedral de San Bartolomé, además de constituir una de las esculturas góticas más peculiares de Bohemia.

## Historia

### Origen
Se desconoce la fecha exacta en que la imagen fue creada, aunque la misma ha sido datada hacia 1390; esta fecha queda actualmente descartada debido a que se sabe con certeza que la estatua fue instalada en la Catedral de San Bartolomé el 12 de febrero de 1384, por lo que ha día de hoy se aporta como fecha de creación el periodo 1380-1384. El autor también resulta desconocido, aunque se considera como probable candidato al Maestro de la Bella Madona de Krumlov. El origen del escultor constituye actualmente un tema de debate, si bien está probado su vínculo con la corte de Praga, muy cercana a los Parler, importante familia de arquitectos y escultores. El Maestro de la Bella Madona de Krumlov está considerado como uno de los principales representantes del estilo bello, siendo la Madona de Pilsen una de las primeras obras de esta corriente artística.

### Ubicación
Uno de los documentos más antiguos sobre la Madona de Pilsen (un registro de las sesiones parroquiales de 1676), señala la ubicación de la estatua en el interior de la Catedral de San Bartolomé, colocada en un «trono decorativo» en el lado sur del coro. El emplazamiento de la imagen en el santuario fue obra de la Orden de los Caballeros Teutones, quienes actuaron a través del administrador del templo, probablemente el párroco Mikuláše, quien ocupó el cargo de 1379 a 1400. El 6 de febrero de 1835 se produjo un grave incendio en la catedral; la estatua de la Madona y otros enseres fueron sacados del edificio y guardados en el monasterio franciscano, siendo la estatua de la Virgen devuelta el 11 de febrero en una ceremonia. En la actualidad, la Madona de Pilsen preside el altar mayor.

## Descripción
La estatua, realizada en marga policromada y con una altura de 134 centímetros, presenta un diseño encuadrado en el género de las bellas Madonas, cuyas características principales consisten en la curvatura del cuerpo en forma de S y en la posición ligeramente adelantada de una pierna con respecto a la otra, creando un contrapposto. La figura de la Virgen transmite elegancia y viveza a la vez que realismo y corporalidad sensorial, esto último manifestado en la presión que los dedos de María ejercen sobre el cuerpo de Jesús, quien constituye una extraordinaria representación ligada a la escultura europea contemporánea. La mirada sugerente, melancólica y seria de la madre refleja el realismo que posee, evocando sus rasgos una sensación de viveza tan extrema que una leyenda barroca sostuvo en su momento que era imposible capturar el rostro de la Virgen, el cual parecía variar en función de la iluminación del templo.
El aspecto técnico del diseño es un factor importante en la Madona de Pilsen ya que la misma se caracteriza por la delicada elaboración de cada una de sus partes (el cabello, las facciones, etc.), quedando este impacto visual reforzado gracias a la policromía en tonos blancos y dorados. La Madona de Pilsen representa en definitiva una de las obras del estilo bello mejor conservadas, aunque entre 1929 y 1930 sufrió una desafortunada intervención en la que la corona original fue cortada y reemplazada por una nueva.

## Veneración

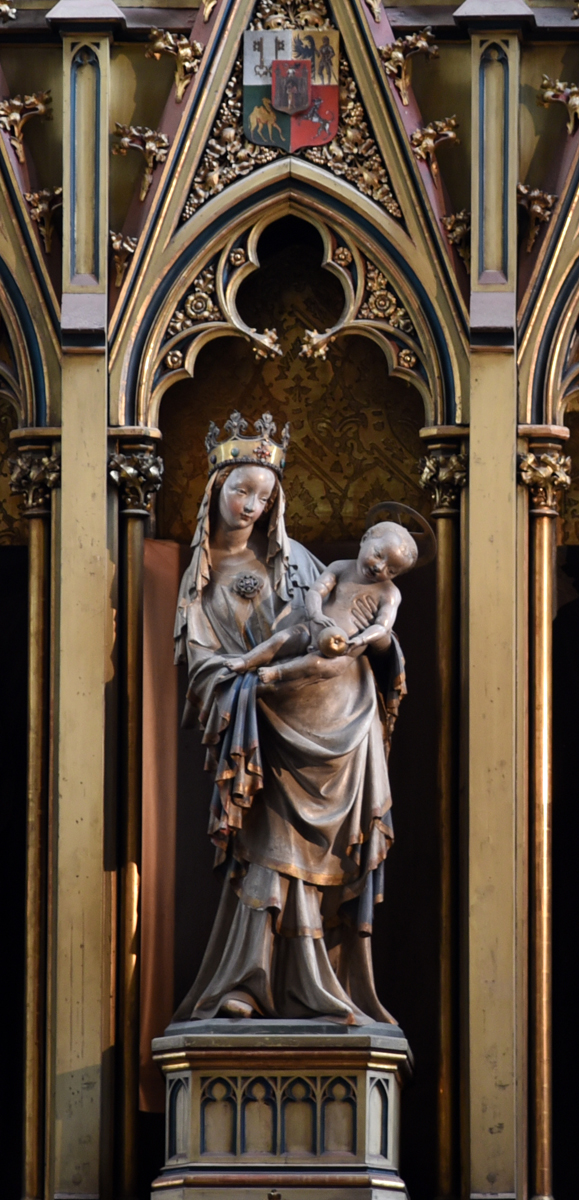
La Madona de Pilsen en el altar mayor de la catedral.

El culto a la Virgen surgió por devoción, teniendo María un destacado papel en la teología y creciendo la práctica religiosa a lo largo del siglo xiv. Los habitantes de Pilsen empezaron en esta época a hacer una serie de peticiones a la Virgen María solicitando ayuda mediante su intercesión, lo que fue provocando a su vez el aumento gradual de la devoción mariana. Una de las consecuencias de este acontecimiento fueron multitud de obsequios a la estatua por parte de creyentes a principios del siglo xvi, quienes regalaron un rosario además de diversas joyas y alhajas destinadas a embellecer la imagen. Siglos después la fe en la Virgen aún seguía estando viva; el 20 de octubre de 1918, poco antes del fin de la Primera Guerra Mundial, se solicitó ante la estatua de la Madona de Pilsen la intercesión de María para poner fin a la pandemia de gripe española.
La escultura ha sido reproducida con diversas variantes tanto en el centro como al sur y al oeste de Bohemia en los siglos xiv y xv (en este último la Madona tuvo una notable influencia en la escultura mariana del gótico tardío). Tras la Batalla de la Montaña Blanca, el culto a la Madona de Pilsen fue revivido y apoyado significativamente durante los siglos xvii y xviii, con numerosos peregrinos acudiendo a venerar la imagen con motivo del día de San Adalberto y de festejos en honor a la Virgen. Las réplicas de la talla solían ser pinturas o esculturas, aunque era más habitual su reproducción en grabados y miniaturas. Una de las réplicas más destacadas es la elaborada por el escultor Christian Widemann, ubicada en la Columna de la Peste, en el Ayuntamiento de Pilsen. Del mismo modo, una réplica de la Madona se halla ubicada en la tumba de la familia Schneider en el cementerio de San Nicolás, en Pilsen.

## Cultura popular
La imagen de la Madona es objeto de devoción desde hace siglos, existiendo en torno a ella varias leyendas y milagros, todos ellos registrados por el escritor y periodista Jaroslav Schiebl en los archivos de Pilsen y relacionados con el periodo 1668-1762. Estos relatos fueron igualmente incluidos por Miloslav Bělohlávek y Vladimír Havlic en sus respectivas colecciones de leyendas. Por su parte, el repertorio del grupo de música de Pilsen Strašlivá Podívaná incluye una canción llamada Plzeňská Madona (Madona de Pilsen).